# Mar Chiquita (meer)
Het Mar Chiquita is een zoutmeer in de provincie Córdoba in het midden van Argentinië. Het is het grootste zoutmeer in Argentinië.
Het meer wordt gevoed door de rivier de Dulce. Deze rivier begint in de provincie Santiago del Estero. Doordat de aanvoer steeds minder wordt, wordt ook het meer steeds kleiner en verandert het langzaam in een zoutvlakte. De saliniteit (het zoutgehalte) varieert tussen 40 en 250.